# マリー・ド・クルトネー
マリー・ド・クルトネー（フランス語：Marie de Courtenay, 1204年ごろ - 1228年9月）は、ニカイア帝国皇后。ラテン皇帝ピエール2世・ド・クルトネーとヨランド・ド・エノーの娘。ニカイア帝国皇帝テオドロス1世ラスカリスと結婚した。1228年に弟ボードゥアン2世の摂政となり、「コンスタンティノープル女帝」の称号を帯びた。

## 生涯
マリーの両親はラテン帝国の統治者となった。父ピエールは1216年にラテン帝国皇帝に選ばれたが、1217年にコンスタンティノープルに到着する前にエピロス専制侯テオドロス1世コムネノス・ドゥーカスに捕らえられ、生涯を捕囚のうちに終えた。しかし、妃ヨランドはコンスタンティノープルにたどり着き、帝国を統治した。マリーの母ヨランドは1217年から1219年まで法律上は夫の摂政の立場であった。ヨランドはニカイア帝国皇帝テオドロス1世ラスカリスとの同盟を交渉し、テオドロス1世が2番目の妃であったアルメニア王女フィリッパと離婚した後に娘マリーと結婚させ同盟を結んだ。
マリーは1219年から夫テオドロス1世が死去する1221年11月までニカエア帝国皇后であった。2人の間に子供は生まれなかった。継娘マリア・ラスカリナはハンガリー王ベーラ4世と結婚し、イレーネー・ラスカリナはニカイア皇帝となるヨハネス3世ドゥーカス・ヴァタツェスと結婚した。マリーは1222年に一時ニカイア帝国摂政をつとめた。
弟ロベールは1219年に母ヨランドよりラテン帝国を継承した。しかし1228年1月下旬にロベールは死去し、弟ボードゥアン2世がラテン皇帝位を継承した。ボードゥアン2世はわずか11歳で未成年であったため、コンスタンティノープルの貴族らはマリーを摂政に選び、マリー自身は「女帝」の称号を帯びた。しかし、その8ヶ月後にマリーは死去した。